# Seward, Alaska
Seward är en stad i Kenai Peninsula Borough i Alaska i USA. Enligt 2020 års folkräkning hade staden en befolkning på 2 717 invånare
Staden döptes efter William H. Seward, utrikesminister under Abraham Lincoln. Som utrikesminister kämpade han för köpet av Alaska från Ryssland, och var den som såg till att det slutligen genomfördes.

## Infrastruktur
Seward är ovanlig bland de mindre orterna i Alaska genom att den ligger vid en National Scenic Byway, nämligen Seward Highway, och därigenom har vissa bussförbindelser med Anchorage. Seward är också den sydligaste punkten för Alaska Railroad. Detta håller hamnen vid liv då varor hela tiden kommer från järnvägen, och gör också att Seward är den primära slutstationen för norrgående kryssningsfartyg. Passagerarna tar därifrån ofta tåg eller buss norrut till Anchorage, Denali och andra resmål. 
Fram till 2005 trafikerades staden av Alaska Marine Highway, men på grund av nedskärningar och låg användning slutade fartygen angöra Seward. Närmaste tillgång till färjan är Whittier eller Homer.